# Liste der Pfarren im Dekanat Stuhlfelden
Das Dekanat Stuhlfelden ist ein Dekanat der römisch-katholischen Erzdiözese Salzburg.
Es umfasst 11 Pfarren im Oberpinzgau, den hintersten Salzachtal, nördlich von Großglockner und Großvenediger.

## Geschichte
Die erste Pfarre im Oberpinzgau, Piesendorf, wurde schon 788 errichtet (eine der ältesten des Bistums, Laurentiuspatronat), 931 ist weitere Priesterschaft – wohl zu Schloss Kaprun – nachweislich, 936 wurde mit Stuhlfelden die zweite Pfarre errichtet. 1243 wurde dann Bramberg als Großpfarre für den hinteren Oberpinzgau installiert, 1555 das Vikariat Neukirchen, 1784 das Vikariat Krimml. 1803 wurde das Fürsterzbistum Salzburg säkularisiert, blieb aber als Diözese erhalten, sodass in der Kirchenverwaltung keine Änderungen eintraten. Im Laufe des 19. Jahrhunderts wurden dann die restlichen Pfarren installiert (1813 Mittersill, 1891 die drei Letzten), sodass jede politische Gemeinde eine Pfarre hatte.
Jüngst wurden Pfarrverbände eingerichtet, sodass im Oberpinzgau nurmehr drei Pfarrer tätig sind.

## Organisation
Die Pfarren bilden 3 Pfarrverbände:
1. Stuhlfelden – Mittersill – Hollersbach (mittlerer Oberpinzgau)[2]
2. Neukirchen – Krimml – Wald (hinterer Oberpinzgau)
3. Piesendorf – Niedernsill – Kaprun – Uttendorf (vorderer Oberpinzgau – seit 1. September, seit 1. September 2009 mit Uttendorf)[3]

Dekan ist derzeit Tobias Giglmayr, Pfarrer zu Stuhlfelden, Mittersill und Hollersbach.

## Nachbardekanate
| Brixen i.Th.                                                                | St. Johann i.T.                             | Saalfelden                        |
| Zell a. Z.                                                                  | Kompassrose, die auf Nachbargemeinden zeigt | Taxenbach                         |
| Bruneck/Brunico (Dz. Bozen–Brixen/Bolzano–Bressanone, KProv. Trient/Trento) | Lienz (Dz. Innsbruck)                       | Obervellach (Dz. Gurk–Klagenfurt) |

## Liste der Pfarren mit Kirchengebäuden, Kapellen, und Seelsorgestellen
- Pf. … Pfarre
- Sitz … Gemeinde
- PV … Pfarrverband
- Seit: gen. … erstgenannt, err. … errichtet
- Kath. … Katholiken (gerundet auf 50er)
- Patr. … Patrozinium
- Spalte Kirchen: Sortierbar nach Rang der Kirche
- Spalte Bild: Sortierbar nach heutigem Erscheinungsbild der Pfarrkirche

(Liste bezüglich der Kapellen lückenhaft)
| Pf.                                | Sitz                        | PV | Seit                                                          | Kath. | Patr.                                                      | Kirchen, Seelsorgestellen | Bild |
| ---------------------------------- | --------------------------- | -- | ------------------------------------------------------------- | ----- | ---------------------------------------------------------- | --- | ---- |
| Pfarre Bramberg am Wildkogel       | Bramberg am Wildkogel       | 2  | 1243 (err. als Großpfarre für den Oberpinzgau, Ki. gen. 1150) | 3600  | Hll. Laurentius und Bartholomäus (10. August / 24. August) | Pfarrkirche Bramberg am Wildkogel Kapelle: Dorferkapelle (Hll. Gregor und Florian), Totenkapelle, Ortskapelle Weyer (Hl. Sebastian) |      |
| Pfarre Hollersbach                 | Hollersbach im Pinzgau      | 1  | 1891 (err., Ki. gen. 1359)                                    | 1000  | Hl. Vitus (15. Juni)                                       | Pfarrkirche Hollersbach Kapelle: Friedhofskapelle, Kräuterkapelle, Mühlleitkapelle, Vitlehenkapelle |      |
| Pfarre Kaprun                      | Kaprun                      | 3  | 1862 (err., 1409 Pfk. gen. als Filiale, Ki. am Ort gen. 931)  | 2150  | Hl. Margarethe (20. Juli)                                  | Pfarrkirche Kaprun Kapelle: Barbarakapelle, Burgkapelle hl. Jakob |      |
| Pfarre Krimml                      | Krimml                      | 2  | 1891 (err., Ki. gen. 1244, Vikariat 1784)                     | 0800  | Hl. Jakobus d. Ä. (25. Juli)                               | Pfarrkirche Krimml |      |
| Pfarre Mittersill                  | Mittersill                  | 1  | 1813 (Alte Pfk. 13. Jh.)                                      | 4050  | Hl. Leonhard (6. November)                                 | Pfarrkirche Mittersill Kirche: Angerkapelle Felben (Maria am Anger), Felberkirche (Hl. Nikolaus) Kapelle: Schachernhof-Kapelle, Schettkapelle (Schreierlehenkapelle), Zimmeredtkapelle |      |
| Pfarre Neukirchen am Großvenediger | Neukirchen am Großvenediger | 2  | 1859 (Ki. um 1380, Vikariat 1555)                             | 2300  | Hl. Johannes d. T. (24. Juni)                              | Pfarrkirche Neukirchen am Großvenediger Kapelle: Christophoruskapelle Friedburg, Friedhofskapelle, Hubertuskapelle, Nepomukkapelle, Schlosskapelle, Siggenkapelle |      |
| Pfarre Niedernsill                 | Niedernsill                 | 3  | 1857 (Ki. erb. 1798, gen. als Filiale 1409)                   | 2200  | Hl. Luzia (13. Dezember)                                   | Pfarrkirche Niedernsill Kapelle: Seelenkapelle |      |
| Pfarre Piesendorf                  | Piesendorf                  | 3  | 0788 (Urpfarre)                                               | 2950  | Hl. Laurentius (10. August)                                | Pfarrkirche Piesendorf Kirche: Filialkirche Aufhausen (Hl. Leonhard), Filialkirche Walchen (Hll. Ulrich u. Isabella v.P) Kapelle: Seniorenheimkapelle (Hl. Anna) |      |
| Pfarre Stuhlfelden                 | Stuhlfelden                 | 1  | 0963 (Pf. gen. 1160)                                          | 1400  | Hl. Mariä Himmelfahrt (15. August)                         | Pfarrkirche Stuhlfelden Kapelle: Antoniuskapelle, Michaels- und Totenkapelle, Saueckkapelle, Waldkapelle |      |
| Pfarre Uttendorf                   | Uttendorf                   | 3  | 1858 (Pfk. um 1470)                                           | 2400  | Hl. Rupert (27. März, Übertr. d.Geb. 24. September)        | Pfarrkirche Uttendorf Kirche: Filialkirche Schwarzenbach (Hl. Margaretha) Kapelle: Bamerkapelle, Kapelle vom Enzingerboden, Fellernkapelle, Grünbichl-Kapelle, Hubertuskapelle Quettensberg, Köhlbichlkapelle, Lourdes-Kapelle, Oberbergkapelle (Himmelskönigin), Kapelle im Seniorenwohnheim, Vorhof-Kapelle (Maria und Hl. Theresia), Wiedrechtshausnerkapelle |      |
| Pfarre Wald im Pinzgau             | Wald im Pinzgau             | 2  | 1891 (Ki. gen. 1395)                                          | 1050  | Hl. Nikolaus (6. Dezember)                                 | Pfarrkirche Wald im Pinzgau Kapelle: Sixtkapelle (Hl. Sixtus) |      |

Stand: 12/2012